# Walram von Jülich

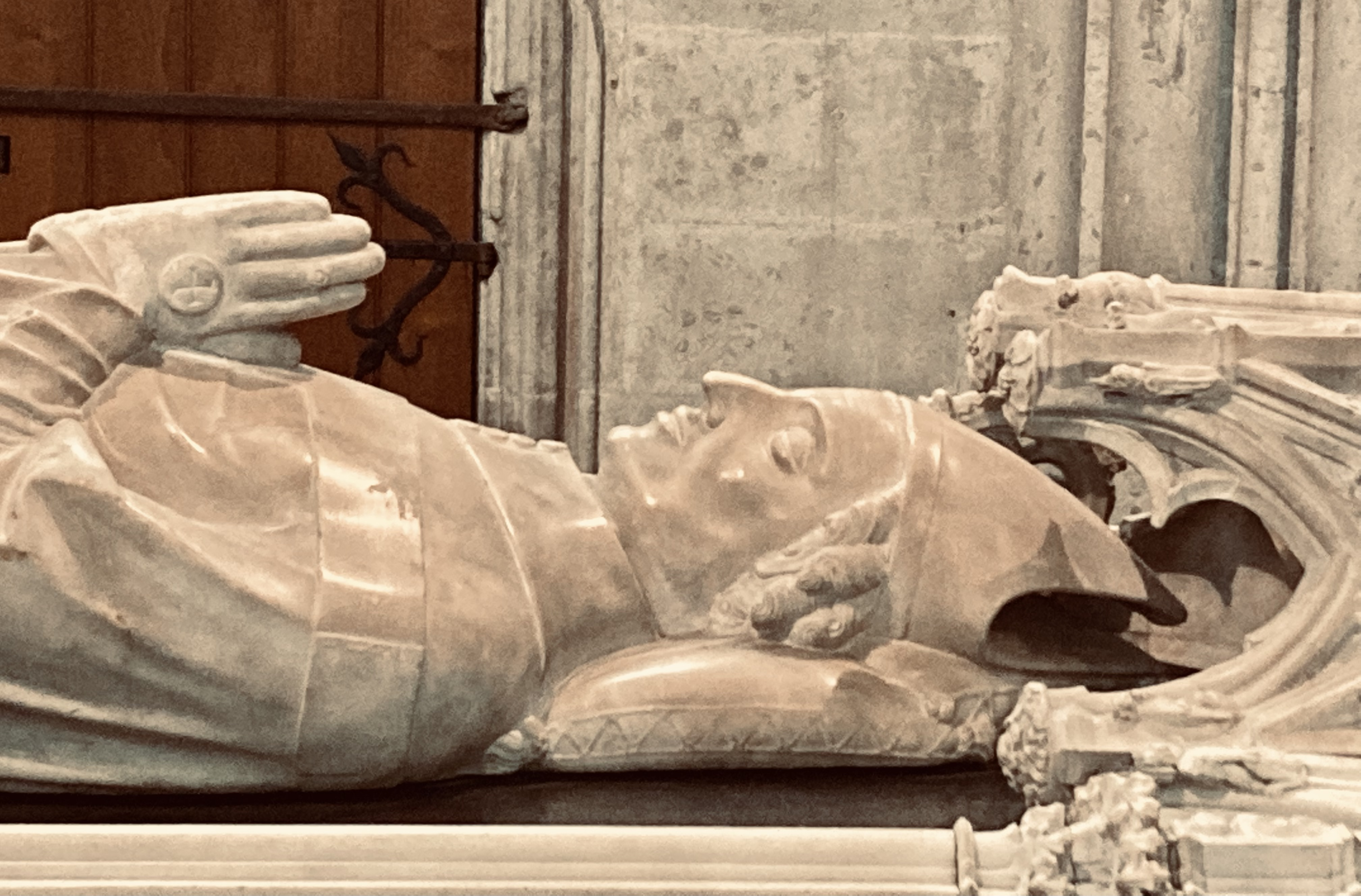
Im Dom begraben: Walram von Jülich

Walram von Jülich (* um 1304; † 14. August 1349 in Paris) war von 1332 bis 1349 Erzbischof von Köln.

## Leben
Walram war einer der jüngeren Söhne von Graf Gerhard V. von Jülich und dessen zweiter Ehefrau Elisabeth von Brabant-Aarschot. Von 1316 bis 1330 studierte er in Orléans und in Paris. Seit 1327 war er Domherr in Köln und Propst in Maastricht.
Walrams Bruder, Graf Wilhelm V. von Jülich, wandte zur Wahl seines Bruders enorme Geldsummen auf, die Walram bis zu seinem Tode nicht gänzlich zurückzahlen konnte. Obwohl das Domkapitel bereits den frankreichfreundlichen Bischof von Lüttich, Adolf II., postuliert hatte, gelang es dem Grafen von Jülich, seinen Bruder durchzusetzen. Walram wurde so am 27. Januar 1332, auch durch Unterstützung von Papst Johannes XXII., der neue Erzbischof von Köln.

Wappen der Grafen von Jülich

Zu diesem Zeitpunkt lebte Walram von Jülich noch in Frankreich. Sein neues Amt verdankte er weniger seiner wissenschaftlichen Bildung als seiner hohen Geburt und der Durchsetzungskraft seines Bruders. Die seit einem Jahrzehnt schwelenden Spannungen zwischen dem Erzbistum Köln und der Grafschaft Jülich wurden in der Regierungszeit Walrams abgebaut und ein abgestimmtes Handeln der beiden Staaten konnte erreicht werden, wobei jedoch Graf Wilhelm V. der bestimmende Partner war. Am Niederrhein herrschte so Frieden, der den Beginn der Amtszeit des Erzbischofs begünstigte. In Westfalen jedoch war das Erzstift in schwere Fehden mit den Grafen von der Mark verwickelt. Die Ruhe am Rhein erlaubte Walram, 1345 seine Kräfte zu konzentrieren und die Grafschaft Mark als politische Größe zeitweilig auszuschalten. Doch die Herrscher des südlichen Westfalen hatten weitreichende Beziehungen, speziell familiärer Art, so dass die Situation bald eskalierte. In den Jahren 1347 und 1349 konnte jedoch durch Vermittlung ein Friedensvertrag ausgehandelt werden.
Die erhebliche Aufrüstung hatte die Finanzen Kurkölns dermaßen strapaziert, dass das Domkapitel jetzt seine Mitherrschaftsrechte aktivierte und den Erzbischof für zukünftige Entscheidungen an seine Zustimmung band. Die Beschneidung seiner Machtvollkommenheit, vielleicht auch die Einsicht in seine persönliche Schwäche, bewogen den Erzbischof 1347 zum Rückzug aus den Alltagsgeschäften der Regierung. Die Führung der Finanzen, später auch weitere Kompetenzen, überließ er dem Ritter Reinhard von Schönau.
Walram konnte jedoch auch Erfolge vorweisen. Seine Stimme zur Wahl von Karl IV. ließ er sich mit Konzessionen und Geld abgewinnen, mit denen er Gebiete zur Abrundung des Kurfürstentums erwarb.
Als Auftraggeber von Kunstwerken trat Walram von Jülich mit einem Fensterensemble von drei Lanzettfenstern hervor, die er für das von seiner Großmutter mitgestiftete Kölner Frauenkloster St. Clara stiftete. Auf dem Fenster ist er neben seiner Großmutter als kniender Stifter dargestellt.
1349 trat er mit einem kleinen Gefolge eine Reise nach Frankreich an, angeblich, um dem Erzstift eine teure Hofhaltung zu ersparen. Dabei verstarb er am 14. August 1349 in Paris. Sein Leichnam wurde nach Köln überführt und er fand seine letzte Ruhe im Chor des Kölner Doms.

## Dombau

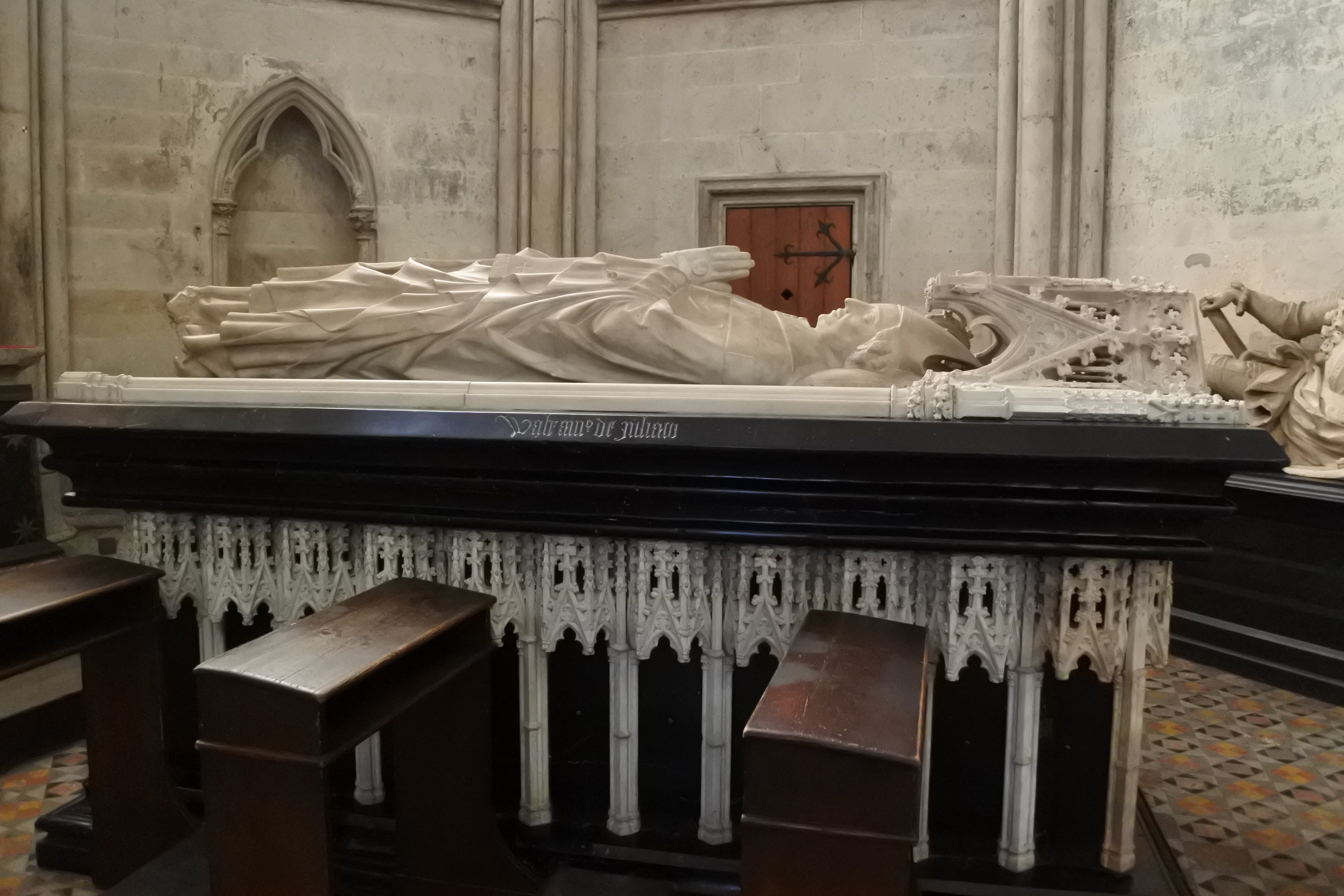
Tradition als Grablege: Hochgrab Walrams in der Michaelskapelle

Zur Regierungszeit Walrams begann die Domfabrik damit, Lang- und Querhaus des Kölner Domes zu errichten. Dazu wurde die bis dahin noch genutzte westliche Hälfte des Alten Hildebold-Doms vollständig abgetragen. Mit dem Neubau des Langhauses trafen die Bauherren unter Leitung Walrams zwei wesentliche Grundsatzentscheidungen: sie planten die Kathedrale insgesamt fünfschiffig und setzten den hochgotischen Baustil, wie er für den Hochchor gestaltet worden war, auch für die weiteren Bauabschnitte fort. Beides war für die mittelalterliche Baugeschichte eine außergewöhnliche Wahl. Die französischen Kathedralen, die der Planung des Kölner Domes als Beispiel dienten, waren alle dreischiffig gebaut worden. Der unveränderte Fortbau einer gotischen Kathedrale im Stile der Vorväter ist gänzlich ohne Beispiel; üblich war es, die Arbeiten jedes Bauabschnitts in der jeweils aktualisierten Bauform neu zu planen. Um seine Vorstellung durchsetzen zu können, hatte Walram einen gesonderten Administrator (Notarius Fabricae) für die Domfabrik eingesetzt und damit die Aufsicht über die Bauorganisation direkt an sich gezogen.
Es ist darüber spekuliert worden, dass auch die Zweitverglasung der Kranzkapellen von Walram initiiert worden ist, obwohl die einzig übermittelte Nachricht seinen Vorgänger Heinrich von Virneburg als Stifter einzelner Fenster benennt. Nach seinem Tod wurde Walram in der Michaelskapelle, der letzten freien Kapelle des Kapellenkranzes, bestattet. Das erst begründete die Tradition, den Dom als Grablege für die Kölner Erzbischöfe zu nutzen.

## Trivia
Seit 1933 erinnert eine Straße in Friesdorf nahe dem von ihm gestifteten Hochkreuz an Walram von Jülich. Bis zu den Sommerferien 2015 gab es in Menden (Sauerland) das Walram-Gymnasium an der Walramstraße.